# Windsor (Missouri)
Pour les articles homonymes, voir Windsor.
Windsor est une ville des comtés de Henry et de Pettis, dans le Missouri, aux États-Unis,. Située à la limite des deux comtés, elle est incorporée en 1873. La ville est fondée en 1855 et baptisée initialement Belmont. Elle est rebaptisée en 1859 en référence au château de Windsor.

## Démographie
Lors du recensement de 2010, la ville comptait une population de 2 901 habitants. Elle est estimée, en 2016, à 2 785 habitants.

### Source de la traduction
- (en) Cet article est partiellement ou en totalité issu de l’article de Wikipédia en anglais intitulé « Windsor, Missouri » (voir la liste des auteurs).